# Nokia Lumia 610
Nokia Lumia 610 és un telèfon intel·ligent amb Windows Phone anunciat al Mobile World Congress 2012. Està dissenyat per a joves consumidors que estan comprant el seu primer telèfon intel·ligent. El Lumia 610 té un disseny corbat i metàl·lic. Com el Lumia 710, ve en els colors cian, magenta, blanc i negre. La versió negra i magenta té una part posterior giratòria en comptes de la part posterior brillant que es troba a la versió blanca i cian d'aquest telèfon.
A causa de la limitada memòria disponible en aquest telèfon, les funcions en segon pla amb més de 90 MB de memòria RAM es desactivaran automàticament i algunes aplicacions no podran executar-se. L'experiència de les aplicacions de les quals no està al tant de Nokia ni de l'aplicació (com Skype, Angry Birds o Pro Evolution Soccer), no estarà disponible a la botiga.
El 5 de desembre de 2012, el Nokia Lumia 620, el successor del Nokia Lumia 610, va ser presentat. Les millores són Windows Phone 8, chipset Qualcomm S4 de doble nucli 1 GHz, 512 MB de RAM, una càmera VGA frontal, una pantalla de 3.8 polzades lleugerament més gran i suport per a targetes micro SD de fins a 64 GB.

## Recepció
L'equip de GSMArena va escriure: "La veritat és que el Nokia Lumia 610 és actualment una mica car. Vam dir que tot es tracta del que obtens i no del que falta en aquesta classe, però, tal com estan les coses, els seus competidors et donaran més sense càrrec addicional. Sembla de sentit comú que l'única manera d'aconseguir un telèfon intel·ligent WP assequible és ser més barat que els seus companys de Android."
Jonathan Choo de FoneArena en la seva crítica va escriure: "Crec que els recursos dedicats a fer realitat Windows Phone Tango en 256 MB de dispositius de memòria RAM es van desaprofitar. Sé que he utilitzat la paraula compromís molt en aquesta revisió, però això és el que té el Lumia 610. És un telèfon ple de compromisos. Amb Windows Phone Apollo a punt d'acabar-se, sospito que aquest serà el primer i únic dispositiu de Tango que serà llançat per la marca finlandesa, i per això només no puc recomanar-ho. Si teniu al mercat un dispositiu Windows Phone amb pressupost, obteniu el Lumia 710 o el HTC Radar, o bé reviseu un dels dispositius Windows Phone de primera generació anteriors, com ara Omnia 7 i HTC 7 Trophy."